# El Gran Llanerazo
El Gran Llanerazo (también conocido como el "Róbinson Llanero") es un reality celebrado en los llanos de Colombia, concretamente en el departamento de Casanare. Organizado por Otoniel Castañeda, la primera versión de este reality se realizó en Aguazul (Casanare). El video documental de las diferentes versiones de este concurso ha sido emitido por el canal casanareño Enlace Piedemonte Canal 2.
En este reality participan llaneros provenientes de Arauca, Casanare, Meta, Vichada y Venezuela, quienes superaron aproximadamente tres competencias diarias durante 75 días relacionadas con el trabajo de llano.
Las pruebas van desde el que se levante primero, domar potros cerreros, ordeñar vacas mañosas, coleo en campo abierto, nadar en ríos crecidos y de conocimientos del llano, cada una de estas actividades le dan un puntaje que define el ganador.
El Gran Llanerazo se hace para mostrar el trabajo de llano, el folklore, las tradiciones y la destreza e ingenio del llanero y así recuperar el orgullo del ser nacido en la tierra plana.
El ganador del premio del Gran Llanerazo, es, a su vez, reconocido como el Mejor Hombre Llanero del Año. Asu vez, es invitado a diversos eventos relacionados con la cultura llanera, bien sea como juez o como jurado, lo cual le otorga mayor reconocimiento tanto a él mismo como al concurso.